# 索迪約拿足球會
索迪約拿足球會（烏茲別克語： / "Сўғдиёна" Жиззах Футбол Клуби），簡稱「吉扎克絲路」，是一家位於吉扎克的烏茲別克職業足球俱樂部，原名Sogdiana，效力於烏茲別克超級足球聯賽。Sogdiana是吉扎克地區之一的名稱，在古代是絲綢之路上的阿契美尼德地區，在絲綢之路上發揮重要作用。在此也代指「絲路」。

## 簡介
俱樂部成立於1970年，以歷史悠久的Sogdia命名。大絲綢之路的中央支線穿過Sughd。因此，Sughd 開始在國際貿易中發揮重要作用。在蘇聯時期，俱樂部主要參加蘇聯錦標賽的第二和第一聯賽。1979年成為蘇聯第二聯盟“中亞”區的冠軍。在1992年烏茲別克斯坦高級聯賽的首秀中，Sogdiana就轟動地獲得了該聯賽的銅牌，這仍然是他們歷史上的最高成績。此外，他們還三度成為烏茲別克斯坦甲級聯賽（現稱烏茲別克斯坦職業聯賽）的冠軍，一次獲得銀牌聯賽獎牌，還兩次獲得烏茲別克斯坦聯賽杯冠軍。